# 창원 성흥사 대웅전
창원 성흥사 대웅전(昌原 聖興寺 大雄殿)은 대한민국 경상남도 창원시 진해구 대장동, 성흥사에 있는 조선시대의 대웅전이다. 1976년 12월 20일 경상남도의 유형문화재 제152호로 지정되었다.

## 같이 보기
- 성흥사

## 참고 자료
- 성흥사대웅전 - 국가유산청 국가유산포털